# Recopa Gaúcha de 2016
A Recopa Gaúcha de 2016 foi disputada entre Internacional, campeão do Gauchão 2015 e São José, campeão da Super Copa Gaúcha de 2015. Como as equipes que disputam a Recopa se enfrentaram também na segunda rodada do Gauchão 2016, a FGF em acordo com os clubes, definiu por utilizar a partida do Gauchão 2016 como forma de definir o campeão da Recopa. O Internacional, venceu nos pênaltis pelo placar de 3 a 2, após empatar em 0-0 nos 90 minutos, se sagrando pela primeira vez, campeão da competição.  O jogo foi marcado por ser o último do argentino Andrés Nicolás D'Alessandro com a camisa do Internacional antes de sua ida por empréstimo ao River Plate, findando sua primeira passagem.

## Participantes
| Clube         | Cidade       | Classificação             | Participação | Melhor Resultado           |
| ------------- | ------------ | ------------------------- | ------------ | -------------------------- |
| Internacional | Porto Alegre | Campeonato Gaúcho de 2015 | 3ª           | Vice-campeão (2014 e 2015) |
| São José      | Porto Alegre | Super Copa Gaúcha de 2015 | 1ª           | 0 (não possui)             |

## Transmissão

### Televisão
- Brasil: RBS TV e Premiere

### Rádio
- Brasil: Rádio Bandeirantes, Rádio Grenal, Rádio Gaúcha e Rádio Guaíba

## Recopa Gaúcha de 2016
| 3 de fevereiro | São José | 0 – 0 | Internacional | Estádio Passo d'Areia                                                       |
| 21:45 (UTC−2)  |          |       |               | Público: 1 953 Renda: R$ 61.210,00 Árbitro: RS Márcio Cristiano Brum Coruja |

|  | São José | Internacional |

| G              | - | Fábio             |         |     |
| D              | - | Bindé             | 75'     |     |
| D              | - | Claudinho         |         |     |
| D              | - | Éverton Alemão    |         |     |
| D              | - | David             | 90 + 2' |     |
| M              | - | Alberto           | 70'     | 61' |
| M              | - | Rafinha           |         | 78' |
| M              | - | Fred              |         |     |
| M              | - | Diego Torres      |         |     |
| A              | - | Jô                | 70'     | 85' |
| A              | - | Heliardo          |         |     |
| Substituições: |   |                   |         |     |
| G              | - | Janilson          |         |     |
| D              | - | Cleylton          |         | 78' |
| D              | - | Spessato          |         |     |
| M              | - | Clayton           |         | 61' |
| A              | - | Guilherme Augusto |         | 85' |
| A              | - | Chico             |         |     |
| Treinador:     |   |                   |         |     |
| China Balbino  |   |                   |         |     |

| G              | 1  | Alisson         |     |     |
| D              | 2  | William         |     |     |
| D              | 25 | Paulão          |     |     |
| D              | 3  | Réver           |     |     |
| D              | 15 | Artur           |     |     |
| M              | 5  | Fernando Bob    |     |     |
| M              | 13 | Rodrigo Dourado |     |     |
| M              | 8  | Anderson        |     | 78' |
| M              | 10 | D'Alessandro    | 69' | 80' |
| A              | 11 | Vitinho         |     |     |
| A              | 9  | Eduardo Sasha   |     | 46' |
| Substituições: |    |                 |     |     |
| G              | 30 | Muriel          |     |     |
| D              | 26 | Alan Costa      |     |     |
| D              | 16 | Paulo Magalhaes |     |     |
| M              | 17 | Fabinho         |     |     |
| M              | 12 | Alex            |     | 80' |
| M              | 20 | Andrigo         |     |     |
| A              | 28 | Marquinhos      |     | 78' |
| A              | 28 | Bruno Gomes     |     | 46' |
| Treinador:     |    |                 |     |     |
| Argel Fucks    |    |                 |     |     |

|                                                  |       | Penalidades                            |  |
| Heliardo Diego Torres Éverton Alemão David Fábio | 2 – 3 | Alex Vitinho Alisson Paulão Marquinhos |  |

## Premiação
| Recopa Gaúcha de 2016                        |
| Porto Alegre                                 |
| -------------------------------------------- |
| Sport Club Internacional Campeão (1º título) |